# Eulithis elegans
Eulithis elegans är en fjärilsart som beskrevs av Inoue 1955. Eulithis elegans ingår i släktet Eulithis och familjen mätare. Inga underarter finns listade i Catalogue of Life.